# すばらしき仲間
『すばらしき仲間』（すばらしきなかま）は、1976年1月4日から1992年3月29日までTBS系列で毎週日曜22:00 - 22:30（JST）に放送されていたトーク番組、およびドキュメンタリー番組である。中部日本放送（CBC）とイーストの共同製作。本田技研工業（HONDA）一社提供。

## 概要
芸能・スポーツ・学術など様々な分野で活躍する人物3人 - 4人が集い、トークを展開する内容。出演者の一人が自ら企画に携わる斬新な構成で、多くの賞に輝いた。第1回のゲストは作家の井上ひさし夫妻と藤本義一夫妻であった。
手拍子のリズムが印象的なカントリー・ミュージック調のテーマ曲は、ジミー時田とマウンテン・プレイボーイズIIの演奏によるものであった。このオープニングの絵はポール・デービスによるもので、当時はシビックのCMにもイラストを提供していた。

### 系列局の枠を超えての共演
1983年10月16日放送で、NHKとテレビ東京以外の民放4局の看板ニュースキャスター（日本テレビの小林完吾、TBSの新堀俊明、フジテレビの山川千秋、テレビ朝日の小松錬平。うち小松は朝日新聞編集委員で、他の3人は各放送局のアナウンサー、または報道記者。肩書き・所属は当時）が総出演し、「勢ぞろい!!キャスター裏話」と題して座談を行った。この回では新堀が司会を務めた。

## すばらしき仲間II
1987年10月に『すばらしき仲間II』（すばらしきなかま つー）と改題し、従来のトーク形式から人物ドキュメンタリー形式へとリニューアルした。テーマ曲もボブ佐久間作曲の新しいものに変わり、日本語の提供読みが廃止された代わりにテーマ曲の最後に英語のコーラスで提供を紹介していた。しかし、TBS側の編成上の都合もあって1992年3月29日放送分をもって終了。1976年1月から始まった「すばらしき仲間」シリーズは16年3か月の歴史に幕を降ろした。当番組は『すばらしき仲間II』を含めて830回放送された。その後、CBC製作枠は金曜19:00枠へ移動し、この枠で次の製作番組『クイズ!おみごと日本』がスタートした。また、HONDA一社提供枠は土曜23:30枠へ移動し、この枠で次の提供番組『HEARTに聞け』（TBS）がスタートした。
1996年1月3日14:00から1時間の特別番組『所ジョージ・伊東四朗のすばらしき仲間スペシャル』と題して復活した。その時の司会は所ジョージと伊東四朗である。
神奈川県横浜市にある放送ライブラリーには、この番組の記録映像が3本保存されている。

## すばらしき仲間〜Forever〜
2017年12月28日・12月29日には『すばらしき仲間〜Forever〜』と題した特別番組を放送（16:55 - 17:50、中京ローカル）。司会は徳光和夫と清水ミチコが務めた。
過去の放送分から希少価値の高い放送回（但し映像が現存しているもののみ）を厳選し、2日間に分けて放送した。放送された内容は以下の通り（順不同）。
12月28日
- 山岡久乃、池内淳子、黒柳徹子「私たちの老後計画」（1986年放送）
- 瀬戸内晴美（現在：瀬戸内寂聴）、岸恵子「今なら話せる波乱の人生」（1983年放送）
- 美輪明宏、戸川昌子、色川武大「人生・波乱万丈」（1978年放送）
- 赤塚不二夫、ちばてつや、松本零士「マンガ三国志」（1981年放送）
- 長嶋茂雄、井上順、周富徳（1988年放送）
- ハナ肇とクレージーキャッツ（1980年放送）

12月29日
- 石原裕次郎、具志堅用高「海が呼んでるぜ!」（1980年放送）
- 遠藤周作、北杜夫、佐藤愛子「三奇人」（1976年、ほか）
- 林家彦六、柳家小さん、立川談志、春風亭柳朝（1982年放送）
- 黒澤明、仲代達矢、野上照代「世界のクロサワ大いに語る」（1980年放送）
- 徳光和夫、露木茂、森本毅郎「歌う同期の三人組」（1987年放送）
- 永六輔、中村八大、坂本九「再会!六・八・九」（1979年放送）

## スタッフ

### すばらしき仲間
- プロデューサー：久松定隆（電通）、高橋京子（イースト）、九鬼通夫、日向英昭（CBC）
- 製作著作：中部日本放送[注釈 9]、イースト

### すばらしき仲間II
- タイトル音楽：ボブ佐久間（前期）、斉藤ノブ（後期）
- アシスタントプロデューサー：橋口エリ子、長島房子（イースト）
- プロデューサー：池上照子（電通）、保田正明（イースト）、北辻利寿（CBC）
- チーフプロデューサー：久松定隆（電通）、斎藤裕敬（CBC）
- 製作著作：中部日本放送、イースト

## 放送局
| 放送対象地域   | 放送局             | 系列    | ネット形態 | 備考 |
| -------------- | ------------------ | ------- | ---------- | --- |
| 中部広域圏     | 中部日本放送       | TBS系列 | 制作局     | 「〜Forever〜」は認定放送持株会社移行に伴い分社化したため、CBCテレビ。                                  |
| 北海道         | 北海道放送         | TBS系列 | 同時ネット | |
| 青森県         | 青森テレビ         | TBS系列 | 同時ネット | |
| 岩手県         | IBC岩手放送        | TBS系列 | 同時ネット | |
| 山形県         | テレビユー山形     | TBS系列 | 同時ネット | 1989年10月1日開局から                                                                                   |
| 宮城県         | 東北放送           | TBS系列 | 同時ネット | |
| 福島県         | テレビユー福島     | TBS系列 | 同時ネット | 1983年12月4日開局から。 当日は「出た‼ 福島の温泉街に…!?」のタイトルで根津甚八らを迎えて土湯温泉で収録。 |
| 関東広域圏     | TBSテレビ          | TBS系列 | 同時ネット | |
| 山梨県         | テレビ山梨         | TBS系列 | 同時ネット | |
| 新潟県         | 新潟放送           | TBS系列 | 同時ネット | |
| 長野県         | 信越放送           | TBS系列 | 同時ネット | |
| 静岡県         | 静岡放送           | TBS系列 | 同時ネット | |
| 富山県         | チューリップテレビ | TBS系列 | 同時ネット | 1990年10月7日開局から                                                                                   |
| 石川県         | 北陸放送           | TBS系列 | 同時ネット | |
| 近畿広域圏     | 毎日放送           | TBS系列 | 同時ネット | |
| 岡山県・香川県 | 山陽放送           | TBS系列 | 同時ネット | 1979年3月までは岡山県のみネット                                                                         |
| 鳥取県・島根県 | 山陰放送           | TBS系列 | 同時ネット | |
| 広島県         | 中国放送           | TBS系列 | 同時ネット | |
| 山口県         | テレビ山口         | TBS系列 | 同時ネット | 1987年9月まではフジテレビとのクロスネット                                                               |
| 高知県         | テレビ高知         | TBS系列 | 同時ネット | |
| 福岡県         | RKB毎日放送        | TBS系列 | 同時ネット | |
| 長崎県         | 長崎放送           | TBS系列 | 同時ネット | |
| 熊本県         | 熊本放送           | TBS系列 | 同時ネット | |
| 大分県         | 大分放送           | TBS系列 | 同時ネット | |
| 宮崎県         | 宮崎放送           | TBS系列 | 同時ネット | |
| 鹿児島県       | 南日本放送         | TBS系列 | 同時ネット | |
| 沖縄県         | 琉球放送           | TBS系列 | 同時ネット | |